# Mario Sandoval Molina
Mario Eduardo Sandoval Molina (* 7. August 2007) ist ein chilenischer Fußballspieler. Der zentrale Mittelfeldspieler steht aktuell bei Audax Italiano unter Vertrag.

## Karriere

### Im Verein
Sandoval begann seine Fußballkarriere im Alter von sechs Jahren beim Verein Audax Italiano aus dem Stadtteil La Florida in Santiago de Chile, bei dem er die Nachwuchsabteilung durchlief. Schon während der Saison 2024 wurde er Teil des Kaders der ersten Mannschaft. Sein Profidebüt gab er schließlich am 29. August 2024 bei der 1:2-Niederlage gegen den CD Everton, bei der er in der 86. Spielminute eingewechselt wurde. Es blieb jedoch sein einziger Einsatz für die erste Mannschaft in jener Saison, vorrangig kam er im Nachwuchsbereich zum Einsatz. Zur Saison 2025 wurde er fest in den Kader der ersten Mannschaft aufgenommen. Zu Saisonbeginn war er fester Rotationsspieler in der Mannschaft von Trainer Juan José Ribera und kam in den ersten zehn Saisonspielen als Einwechselspieler zum Einsatz. Beim 2:1-Sieg gegen La Serena am 4. Mai 2025 zog er sich jedoch eine Verletzung zu, aufgrund der er einen Monat pausieren musste und erst Anfang Juni beim 2:1-Sieg gegen Deportes Temuco in der Copa Chile sein Comeback geben konnte.

### In der Nationalmannschaft
Sandoval durchlief mehrere Nachwuchsnationalmannschaften Chiles. 2023 wurde er in den Kader der chilenischen U-16-Nationalmannschaft auf den Lehrgang nach Israel berufen. Dort kam er bei zwei Freundschaftsspielen gegen Rumänien und Tschechien zum Einsatz, die jedoch beide verloren wurden. Im November 2024 wurde Sandoval von Nationaltrainer Ricardo Gareca eingeladen, an den Trainings der A-Nationalmannschaft teilzunehmen, ohne jedoch in den eigentlichen Kader berufen worden zu sein. Anfang 2025 wurde er für ein Trainingszyklus der U-20-Nationalmannschaft nominiert.